# صبيح عبد علي
صبيح عبد علي هو لاعب كرة قدم عراقي سابق كان يلعب في مركز الدفاع. مثّل منتخب بلاده في دورة الألعاب الآسيوية 1974. لعب لصالح العراق بين عام 1969 وعام 1975.